# TT259
TT259 (Theban Tomb 259) è la sigla che identifica una delle Tombe dei Nobili ubicate nell'area della cosiddetta Necropoli Tebana, sulla sponda occidentale del Nilo dinanzi alla città di Luxor, in Egitto. Destinata a sepolture di nobili e funzionari connessi alle case regnanti, specie del Nuovo Regno, l'area venne sfruttata, come necropoli, fin dall'Antico Regno e, successivamente, sino al periodo Saitico (con la XXVI dinastia) e Tolemaico.

## Titolare
TT259 era la tomba di:
| Titolare | Titolo | Necropoli           | Dinastia/Periodo   | Note |
| -------- | --- | ------------------- | ------------------ | ---- |
| Hori     | Scriba di tutti i monumenti del dominio di Amon; Capo dei disegnatori nella casa dell'oro del dominio di Amon | Sheikh Abd el-Qurna | Periodo Ramesside; |      |

## Biografia
Huy, prete wab di Amon, fu il padre di Hori; Bekhetptah fu sua madre e Mutemwia sua moglie.

## La tomba
L'accesso alla tomba si apre in un cortile in cui si trova anche quello alla TT138. Si sviluppa, dopo un breve corridoio di accesso, in una sala trasversale asimmetrica. Sulle pareti (1 rosso in planimetria) i resti della processione funeraria comprese mucche e vitelli, prefiche, il sarcofago trainato da uomini con stendardi e dolenti. Sul lato corto (2), su due registri sovrapposti, un prete lettore dinanzi al defunto assiso con una tavola dinanzi a sé che reca un falco al centro; processione funeraria verso la piramide con una stele che rappresenta la Dea dell'Occidente (Mertseger). Su altra parete (3) i resti di scene di banchetto funebre (?), un uomo con vaso per libagioni e il defunto con la famiglia (?); poco oltre (5) il defunto adora Osiride, Iside e Nephtys. Sulla stessa parete (4), al di là di una nicchia, il defunto adora Ra-Horakhti, Maat e Hathor. Nella nicchia (6) sulle pareti laterali un uomo dinanzi al defunto e alla moglie; sulla parete di fondo il defunto seduto dinanzi a suo padre. Il soffitto reca decorazioni rappresentanti uva.

### Annotazioni
1. ↑  La numerazione dei locali e delle pareti segue quella di Porter e Moss 1927, p. 248.
2. ↑  La prima numerazione delle tombe, dalla numero 1 alla 252, risale al 1913 con l'edizione del "Topographical Catalogue of the Private Tombs of Thebes" di Alan Gardiner e Arthur Weigall. Le tombe erano numerate in ordine di scoperta e non geografico; ugualmente in ordine cronologico di scoperta sono le tombe dalla 253 in poi.
3. ↑  I campi della Duat, ovvero l'aldilà egizio, si trovavano, secondo le credenze, proprio sulla riva occidentale del grande fiume.
4. ↑  Nella sua epoca di utilizzo, l'area era nota come "Quella di fronte al suo Signore" (con riferimento alla riva orientale, dove si trovavano le strutture dei Palazzi di residenza dei re e i templi dei principali dei) o, più semplicemente, "Occidente di Tebe".
5. ↑  le Tombe dei Nobili, benché raggruppate in un'unica area, sono di fatto distribuite su più necropoli distinte.
6. ↑  Le note di Gardiner e Weigall, tratte dal "Topographical Catalogue", ed. 1913, terminano con la tomba TT252
7. ↑  I preti "wab", ma anche "uab", o "uebu", appartenevano al basso clero ed erano incaricati della manutenzione degli strumenti del culto e degli oggetti comunque ad esso connessi. A loro competeva il lavacro e l'abbigliamento giornaliero della statua del dio presso cui operavano e a loro competeva il trasporto della statua del dio (generalmente su una barca sacra) durante le cerimonie. Erano gerarchicamente sottoposti ad un "grande prete wab" cui competevano le operazioni giornaliere di culto della divinità.
8. ↑  Era compito dei preti "lettori" l'organizzazione delle cerimonie e la recitazione ad alta voce, durante le cerimonie sacre, degli inni previsti. Proprio per tale conoscenza delle invocazioni giuste e corrette, i "lettori" venivano considerati detentori di poteri magici.

### Fonti
1. ↑  Gardiner e Weigall 1913.
2. ↑  Donadoni 1999,  p. 115.
3. 1 2 3  Porter e Moss 1927,  p. 342.
4. ↑  Porter e Moss 1927,  p. 343.